# 维朗德维尔
维朗德维尔（法語：Virandeville，法語發音：[viʁɑ̃dvil]）是法国芒什省的一个市镇，属于瑟堡区。

## 地理
维朗德维尔（49°34'7"N, 1°43'35"W）面积8.22 平方千米，位于法国诺曼底大区芒什省，该省份为法国西北部沿海省份，西、北、东北三面环大西洋，东起顺时针与卡爾瓦多斯省、奧恩省、马耶讷省和伊勒-维莱讷省接壤。
与维朗德维尔接壤的市镇（或旧市镇、城区）包括：特尔泰维尔阿格、库维尔、圣克里斯托夫-迪福克、锡德维尔。

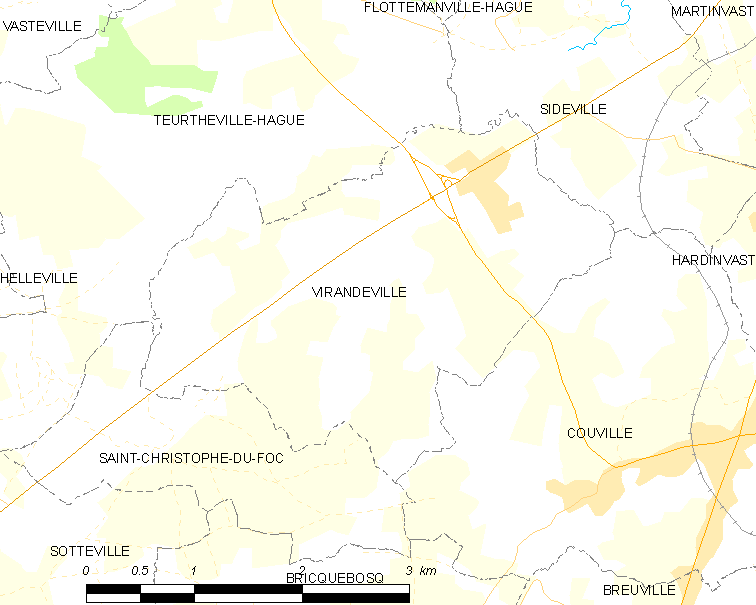
维朗德维尔的OSM定位图

维朗德维尔的时区为UTC+01:00、UTC+02:00（夏令时）。

## 行政
维朗德维尔的邮政编码为50690，INSEE市镇编码为50643。

## 政治
维朗德维尔所属的省级选区为科唐坦地区瑟堡第三县。

## 人口

1962-2008年间维朗德维尔人口变化图示

维朗德维尔于2022年1月1日时的人口数量为771人。